# Jūkichi Yagi
Jūkichi Yagi (八木 重吉) (9 février 1898 - 26 octobre 1927) est un poète japonais préoccupé de thèmes religieux modernes, de la fin de l'ère Taishō aux premières années de l'ère Shōwa.

## Biographie
Né à Tokyo, Yagi fréquente l'école normale de Kamakura, préfecture de Kanagawa, où il se convertit au méthodisme et se familiarise avec la poésie de Rabindranath Tagore. Il est baptisé en 1919 à l'église chrétienne de Toshima à Tokyo. Il reste fervent protestant toute sa courte vie mais se rapproche du mouvement (Mukyōkai) (religion sans église) créé par Uchimura Kanzō.
Après avoir obtenu son diplôme, Yagi enseigne à l'école normale de Mikage dans la préfecture de Hyōgo et il commence à composer des vers pour exprimer sa foi. Il publie sa première collection de poèmes Aki no Hitome (秋の瞳) (« œil d'automne ») en 1925. Bien qu'il ait confié plusieurs poèmes à des revues de poésie telle que Nihon Shijin par exemple, Yagi reste à l'écart des cercles littéraires.
Hospitalisé pour tuberculose en 1926, il meurt le 26 octobre 1927. Ce n'est qu'après sa mort et la publication de Mazushiki Shinto (貧しき信徒) (« Humble croyant »), Yagi Jukichi Shishu (八木重吉全詩集) (« Anthologie Yagi Jukichi ») et Kami O Yobu (神を呼ぼう) (« Parle à Dieu ») qu'il obtient une large reconnaissance.

## Source de la traduction
- (en) Cet article est partiellement ou en totalité issu de l’article de Wikipédia en anglais intitulé « Jūkichi Yagi » (voir la liste des auteurs).